# أوليفر وندل هولمز، الابن
أوليفر وندل هولمز، الابن (بالإنجليزية: Oliver Wendell Holmes, Jr.)، واحد من أشهر القضاة الأمريكيين في القرن العشرين، عمل عضوًا في المحكمة العليا للولايات المتحدة زهاء ثلاثين عامًا، وخلال تلك الفترة أسهم إسهامًا عظيمًا في تغيير مفاهيم القانون. وقد ساعد ذكاؤه المتوقّد، وروحه المرحة، وقدرته على التعبير عن نفسه، في توجيه الفكر الأمريكي.

## النشأة
ولد هولمز في الثامن من مارس عام 1841، في بوسطن. وسُمِّيَ باسم أبيه الذي كان كاتبًا وطبيبًا. جُنِّد هولمز في الجيش الاتحادي، وشارك في معظم معارك الحرب الأهلية الأمريكية، وأصيب ثلاث مرات. ويُحكَى عن هولمز أنه رأى، ذات مرة، رجلاً مدنيًا طويل القامة يُعرِّض نفسه لنيران العدو، فصاح فيه: أرضاً، أيها الأحمق. وقد عُلِم فيما بعد أن هذا المدني لم يكن سوى الرئيس لنكولن. استقال هولمز من الجيش بعد ثلاث سنوات وهو في رتبة مقدّم.
كان هولمز في شبابه صديقًا حميمًا لـوليم جيمس وخَطَرَ له أن يصبح فيلسوفًا مثله وكان يقول: إن القانون حقيبة مهلهلة من التفصيلات، ومع هذا التحق عقب انتهاء خدمته العسكرية بمدرسة هارفارد للقانون نزولاً عن رغبة أبيه. وفي بداية حياته العملية شارك في تحرير مجلة القانون الأمريكي، وكتب مؤلفه الشهير القانون العرفي (1881). وفي عام 1882 أصبح أستاذًا للقانون بجامعة هارفارد وعين في محكمة القضاء العليا في ماساشوسيتس إلى أن رُقِّي كبيرًا للقضاة في ماساشوسيتس عام 1899.

## قاضي المحكمة العليا
في عام 1902، عَين الرئيس ثيودور روزفلت هولمز قاضيًا معاونًا في المحكمة العليا للولايات المتحدة، وفي ذلك الوقت كانت المحكمة تحكم على كثير من قوانين الولايات المتحدة بعدم الدستورية، لأنها كانت تتعارض ومفهوم القضاة للمسار الواجب للقانون. وقد أصر هولمز على تعبير المسار الواجب للقانون المنصوص عليه في التعديل الرابع عشر للدستور، ولم يقصد بذلك إنكار حق الولايات المتحدة في التجربة فيما يتعلق بالتشريع الاجتماعي، وكثيرًا ما كان يعترض عندما يبدو وكأن المحكمة تصوغ نظرياتها الاقتصادية في الدستور حتى أصبح يُعرف بالمنشق الكبير. لكن في السنوات اللاحقة، ومع إحلال قضاة جدد محل القضاة ذوي النزعة المحافظة، قبلت المحكمة كثيرًا من أفكاره المعارضة.
وكثير من التشريعات التي اقترع هولمز لاتباعها كانت ترمي لتحسين الظروف الاجتماعية، لكنه لم يكن مُصلحًا أساسًا. كان هولمز يُعجب بالأمور الكبيرة، وكثيرًا ما كان يُبدي إعجابه بأباطرة الصناعة. لم تكن اعتراضات هولمز تعني موافقته على القوانين التي ترفضها الأغلبية، لكنه كان يعترض لأنه كان يعتقد أن القضاة ليس من حقهم التدخل في السياسة التشريعية، إلا إذا كانت تنطوي على مخالفة للدستور.
كتب هولمز يقول: «إن حياة القانون ليس قوامها المنطق بل التجربة». وكان يصرُّ على ضرورة أن تنظر المحكمة للحقائق في مجتمع متغير، بدلاً من التشبث بشعارات وصيغ بالية عفا عليها الزمن. كان لهولمز تأثير عميق على القانون. وبفعل تأثيره أصبح القضاة لا يُخضعون قراراتهم لآرائهم الشخصية وأصبح هذا المنهج المعروف بـ القيد القضائي يسيطر منذ ذلك الحين على الفكر القضائي الأمريكي.
نال هولمز بعباراته اللاذعة وفلسفته إعجاب العامة، وقد فهمه الناس لأنه كان عمليًّا وواقعيًّا. لقد طبقت شهرته الآفاق، بوصفه فيلسوفًا أكثر منه قاضيًا.
رغم براعة هولمز إلا أنه كان رجلاً كثير المتناقضات، وأدت نزعته لأن يترك للولايات المتحدة حرية التجربة إلى نشوء بعض الآراء التي تعتبر الآن غير تحررية. أما إسهامه الأكبر فكان في إقناع الناس بأنَّ القانون يجب أن يتطوّر مع تطوّر المجتمع الذي يخدمه.

## المسيرة القانونية

### المحامي وقاضي الولاية
في صيف عام 1864، عاد هولمز إلى منزل العائلة في بوسطن، وكتب الشعر، وخاض مناظرات بالفلسفة مع صديقه ويليام جيمس، وتابع مناظراته مع المثالية الفلسفية، واعتبر مسجلاً للخدمة العسكرية مرة ثانية. لكن بحلول الخريف، عندما أصبح من الجلي أن الحرب ستنتهي قريبًا، سجل هولمز في كلية هارفرد للحقوق، وكان قد دفعه والده إلى مجال القانون كما ذكر لاحقًا. حضر هناك محاضرات لعام واحد، وقرأ الأعمال النظرية بصورة مكثفة، ثم عمل كاتبًا لمدة عام في مكتب ابن خاله روبرت مورس. قُبِل محاميًا عام 1866، وبعد زيارة طويلة إلى لندن ليكمل تعليمه- بدأ ممارسة مهنة المحاماة في بوسطن. انضم إلى شركة صغيرة، وتزوج عام 1872 من صديقة طفولته فاني بوديتش ديكسويل، واشترى مزرعة في ماتابويسيت في ماساتشوستس في العام التالي. استمر زواجهما حتى وفاتها في 40 أبريل 1929. لم ينجبا أطفالًا معًا. تبنيا وربّيا ابن عم يتيم يدعى دوروثي أوفام. لم يعجب مجتمع بيكون هيل في بوسطن فاني، فكرست نفسها للتطريز. وُصِفت بأنها متفانية، وذكية، وحكيمة، ولبقة، ومتفهمة.
كلما كانت تسنح الفرصة، كان هولمز يزور لندن خلال الموسم الاجتماعي في فصلي الربيع والصيف، وخلال سنوات عمله كمحامي وقاضي في بوسطن، شكّل صداقات رومنسية مع نساء إنكليزيات من النبلاء كان يتراسل معهن عندما يكون في منزله في الولايات المتحدة. كان أهمها صداقته مع الإنكليزية الإيرلندية كلير كاسلتاون –سيدة كاسلتاون- وزار عقار عائلتها في إيرلندا -منزل دونيرايل- عدة مرات، وربما كان له معها علاقة قصيرة. كوّن أقرب صداقاته الفكرية مع رجال بريطانيين، وأصبح أحد مؤسسي ما دُعِي لاحقًا بمدرسة القانون «الاجتماعية» في بريطانيا العظمى، والتي تبعها بعد جيل المدرسة «الواقعية القانونية» في أمريكا.
مارس هولمز قانون الأميرالية والقانون التجاري في بوسطن لمدة 15 عامًا. كتب خلال هذه الوقت عمله المدرسي الأساسي، وعمل محررًا لصحيفة مراجعة القانون الأمريكي الجديدة، وكتب تقارير عن قرارات المحكمة العليا للولاية، وجهز نسخة جديدة من تعليقات كينت والتي خدمت ممارسي مهنة المحاماة كخلاصة لقانون السوابق والأحكام القضائية في الوقت الذي ندرت فيه التقارير الرسمية وأصبح الحصول عليها صبعًا. لخص الفهم الذي وصل إليه بشق الأنفس في سلسلة من المحاضرات، التي جُمِت ونُشِرت ككتاب باسم القانون العام عام 1881.

### القانون العام
طُبِع كتاب القانون العام في 1881، وبقي إسهامًا مهمًا في القضاء. بقي الكتاب أيضًا مثيرًا للجدل، لأن هولمز بدأ برفض أنواع مختلفة من الشكليات في القانون. في كتاباته الأولى، كان قد أنكر بشكل صريح الرأي النفعي القائل بأن القانون كان عبارة عن مجموعة من أوامر السيادة، وأحكام التصرف التي أصبحت واجبات قانونية. رفض أيضًا آراء فلاسفة المثالية الألمانية والتي كانت آرائهم رائجة في ذلك الحين، والفلسفة التي تُدرَّس في هارفرد بأن آراء القضاة يمكن أن تتناغم في نظام قانوني صرف. في المقطع الافتتاحي لكتابه، لخص رأيه الشهير بالقانون العام بالتالي:
حياة القانون لم تكن منطقية بل كانت تجربة. الضرورات المحسوس بها في ذلك الوقت، والنظريات السياسية والأخلاقية السائدة، والحدس في السياسة العامة المعترف بها أو غير الواعية، وحتى التحيز الذي يشترك فيه القضاة مع غيرهم من الناس كان لها دور أكبر من القياس المنطقي في تحديد القواعد التي يجب أن يُحكَم بها الناس. يجسد القانون قصة تطور الأمة خلال قرون كثيرة، ولا يمكن أن التعامل معه كأنه يحوي فقط بديهيات ومسلمات كتاب رياضيات.
في هذا الكتاب، عرض هولمز رأيه بأن المصدر الوحيد للقانون –في الواقع- هو قرار قضائي تنفذه الولاية. اتخذ القضاة قرارهم في القضايا بحسب الحقائق، ثم كتبوا آراء عرضت بعد ذلك منطقية قرارهم. غالبًا ما كان الأساس الحقيقي للقرار «فرضية رئيسية غير مفصلية»، على أي حال، كان القاضي مجبرًا على الاختيار بين الحجج القانونية المتناقضة التي يعرضها كل من الطرفين، وكان الأساس الحقيقي لقراره أحيانًا مُستمدًا من خارج القانون، عندما لا يوجد سوابق أو تكون منقسمة بشكل واضح.
تطور القانون العام بسبب تطور المجتمع المدني، واشترك القضاة بمفاهيم مسبقة شائعة عن الطبقة الحاكمة. حبب هذه الآراء هولمز بتأييد المذهب الواقعي القانوني لاحقًا، وجعلته أحد أوائل مؤسسي نظام قضاء القانون والاقتصاد. لم يكن كتاب القانون العام العمل المدرسي المهم الوحيد الذي يكتبه محامي ممارس. قارن هولمز دراسته مع النظريات المجردة لكريوستوفر كولوميس لانغديل –عميد كلية هارفرد للحقوق- والذي نظر إلى القانون العام باعتباره مجموعة مذاهب قائمة بذاتها. نظر هولمز إلى أعمال لانغديل بأنها تشبه الفلسفية المثالية الألمانية التي قاومها لفترة طويلة، وعارضها بمذهبه المادي العلمي.

## روابط خارجية
- أوليفر وندل هولمز، الابن على موقع الموسوعة البريطانية (الإنجليزية)
- أوليفر وندل هولمز، الابن على موقع إن إن دي بي (الإنجليزية)